# Hyper articles en ligne

Logo sinds 2021

Logo van 2014 tot 2021

Hyper articles en ligne (HAL) is een online platform voor het uitgeven van wetenschappelijke artikelen, net als ArXiv en PubMed Central, maar dan voor alle wetenschapsgebieden. Zowel gepubliceerde als (nog) niet gepubliceerde artikelen kunnen geplaatst worden. Als de uitgever van een wetenschappelijk tijdschrift het toestaat kan ook de door hem vormgegeven versie van een geaccepteerd artikel op HAL geplaatst worden; in andere gevallen kunnen auteurs hun manuscript of een zelf-vormgegeven versie op HAL plaatsen. Het doel hiervan is te verzekeren dat iedereen altijd toegang zal hebben tot de resultaten van (door de overheid betaald) wetenschappelijk onderzoek, ook wie geen abonnement op het betreffende tijdschrift heeft, en ook als bijvoorbeeld de uitgever plotseling failliet gaat.
HAL wordt onderhouden door het Centre pour la communication scientifique directe (CCSD), een onderdeel van CNRS. Het platform is in de eerste plaats bedoeld voor Franse wetenschappers, maar het staat anderen vrij er gebruik van te maken. HAL heeft zowel een Franstalige als een Engelstalige interface. HAL is sterk op het punt van metadata. Bijvoorbeeld de identiteit van auteurs en hun affiliaties kan eenduidig worden vastgesteld, zodat het eenvoudig is om al het werk van een auteur of een onderzoeksgroep te vinden. Artikelen die op HAL gedeponeerd worden kunnen automatisch worden gedeeld met andere platforms zoals ArXiv en PubMed Central.
Sommige instituten, zoals Inria, stellen het deponeren van publicaties op HAL verplicht voor hun medewerkers.